# Patricia Dueri
Claudia Patricia Dueri Méndez (Cochabamba, 12 de noviembre de 1971) es una arquitecta boliviana, académica universitaria e investigadora, presidenta desde 2009 de la Red Boliviana de Valoración y Gestión de Espacios Funerarios y de Culto. Es reconocida por su trayectoria como docente universitaria, investigadora y defensora del Patrimonio Cultural edificado de la ciudad de Cochabamba.

## Biografía
Claudia Patricia Dueri Méndez estudió en el Colegio Santa Ana de la ciudad de Cochabamba, saliendo bachiller el año 1989. Estudio la carrera de Arquitectura en la Universidad Mayor de San Simón. Es magíster en Educación Superior, especialista en Educación Superior, diplomada en Docencia Universitaria y Docencia virtual por la Universidad Mayor de San Simón. Diplomada en Turismo, sustentabilidad y Desarrollo Local. Cátedra UNESCO- FLACAM- Fundación CEPA. Diplomada en Evolución y Paisaje Urbano Histórico. Diplomada en Restauración y Conservación del Patrimonio Arquitectónico por la Universidad Mayor, Real y Pontificia de San Francisco Xavier de Chuquisaca y con posgrado en Preservación y Conservación del Patrimonio de la Universidad Torcuato Di Tella, Buenos Aires.

### Trayectoria profesional
Es docente en la Facultad de Arquitectura y Ciencias del Hábitat de la Universidad Mayor de San Simón desde el año 1997, en las asignaturas de: Historia de la Arquitectura Latinoamericana y Nacional II en la carrera de arquitectura, Historia del Mueble e Historia del Arte Latinoamericano y Nacional en la carrera de Diseño de Interiores y del Mobiliario e Historia II en la Carrera de Diseño Gráfico y Comunicación Visual. Docente de la Universidad Privada del Valle, del 2000 al 2005.  Fue la primera mujer electa en el cargo de Directora Académica de la Facultad de Arquitectura y Ciencias del Hábitat de la Universidad Mayor de San Simón entre los años 2011 a 2014.
Docente de la Universidad Privada Boliviana desde el año 1999 al 2011.
Desde 2009 asume el cargo de presidenta de la Red Boliviana de Valoración y Gestión de Espacios Funerarios y de Culto. Ha colaborado en la publicación Memoria del XIX Encuentro Iberoamericano de Valoración y Gestión de Cementerios Patrimoniales.
Miembro fundadora de la Sociedad de Investigación Académica SIAC, miembro de la Sociedad de Estudios Históricos, Patrimonio y Restauración SEHIPRE y de la Sociedad de Estudios Urbanos SEUR del Colegio de Arquitectos de Cochabamba.  Miembro del jurado del Concurso Wiki Loves Monuments de Wikimedistas de Bolivia, e impulsora del concurso desde el año 2013.  Miembro de la Sociedad Numismática de Bolivia. Vicepresidenta durante los años 2018-2022 de la Red Iberoamericana de Valoración y Gestión de Cementerios Patrimoniales.
En 2017 participó en el XI Congreso Internacional de Rehabilitación del Patrimonio Arquitectónico y Edificación presentando el proyecto Circuito Sacro de Cochabamba que pone en valor la arquitectura religiosa de su ciudad, actualmente implementado. En 2018 formó parte del Comité del proyecto del Geoparque de Torotoro. Desde el año 2008 participa en la Red Iberoamericana de Valoración y Gestión de Cementerios Patrimoniales. Es parte del equipo Un día Una Arquitecta, trabajo colaborativo para visibilizar la labor de las mujeres arquitectas. 
Durante los años 2019 y 2020 fue autora de la columna Patrimonio Cultural publicación semanal en el Diario Opinión.
El 10 de octubre del año 2024 en la ciudad de Santa Cruz de la Sierra, le otorgaron el Reconocimiento a nivel nacional ¨Teresa Rescala Mentala¨, premio que se otorga anualmente a las mejores docentes de las universidades bolivianas por la Confederación Universitaria de Docentes CUD de Bolivia..

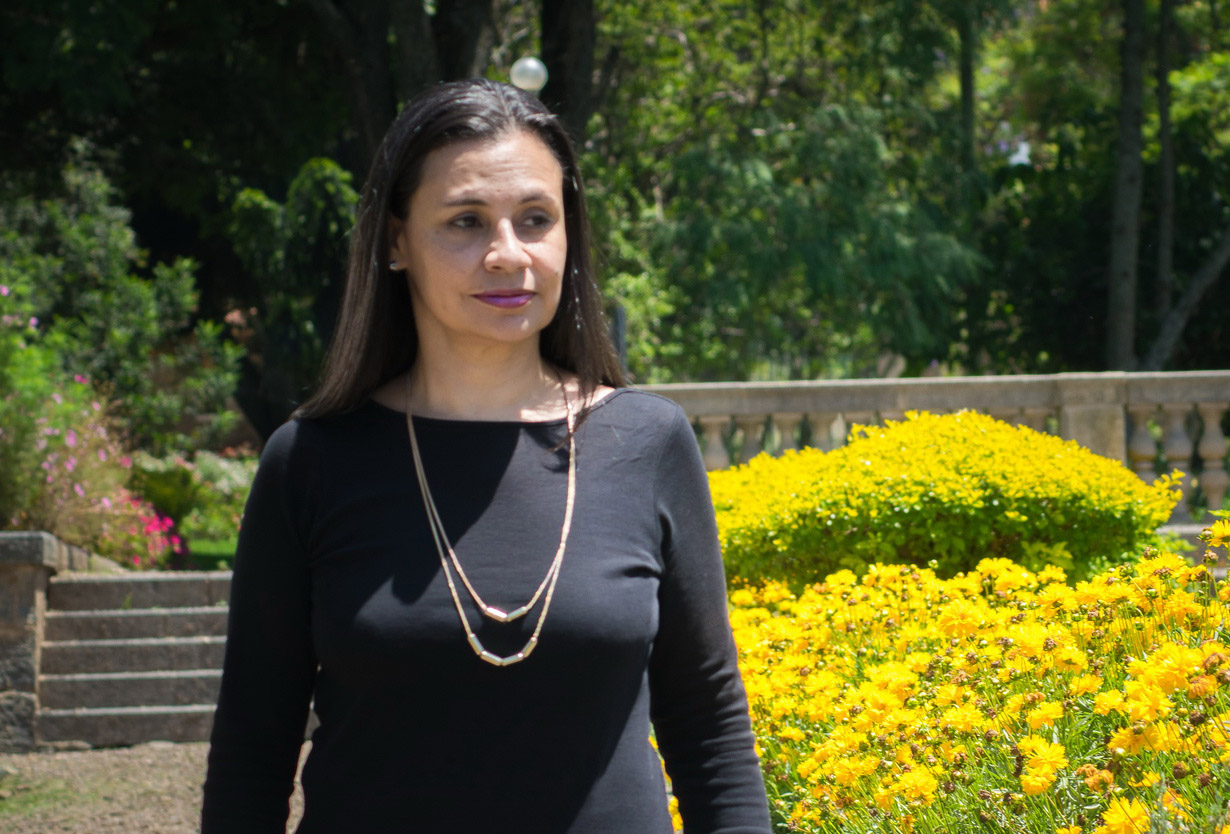
Patricia Dueri durante el XIX Encuentro Iberoamericano de Cementerios Patrimoniales en la ciudad de Cochabamba, 2018